# В минулому році в Марієнбаді
«В минулому році в Марієнбаді» (фр. L’année dernière à Marienbad — варіант перекладу назви «Минулого літа у Марієнбаді») — французький кінофільм режисера Алена Рене, випущений на екрани у 1961 році. Сценарій фільму написав відомий французький письменник Ален Роб-Ґріє.
Фільм відомий своєю загадковою структурою оповіді, у якій важко розрізнити правду та вигадку, а часові та просторові взаємини подій залишаються невизначеними. Фантастична природа фільму, що не має розгадки, захоплювала та викликала подив у глядачів та критиків, деякі з яких захоплюються фільмом, вважаючи його шедевром, інші вважають його таким, що не піддається розумінню.
У 1961 році «В минулому році в Марієнбаді» був удостоєний Золотого лева Венеційського кінофестивалю як найкращий фільм, у 1962 році здобув премію Французького синдикату кінокритиків, а у 1963 році був номіваний на премію БАФТА. Також у 1963 році Ален Роб-Ґріє отримав номінацію на «Оскар» за найкращий оригінальний сценарій.

## Сюжет
На світському заході в розкішному старому готелі, чоловік (Джорджо Альбертацці) підходить до жінки (Дельфін Сейріг). Він стверджує, що вони зустрічалися рік тому у Марієнбаді, даючи зрозуміти, що між ними тоді склалися деякі стосунки. Жінка в свою чергу наполягає на тому, що вони ніколи не бачили один одного. Другий чоловік (Саша Пітоефф), можливо, чоловік жінки, постійно намагається підкреслити свої права на неї та затвердити свою перевагу над першим чоловіком, зокрема, декілька разів обігрує його у гру Нім. У глядача створюється враження, що жінка начебто починає щось згадувати, та що десь глибоко прихована деяка похмура таємниця, хоча це не має ніякого визначеного підтвердження.
Автори фільму неодноразово використовують флешбеки, які не мають чіткої прив'язки за часом і місцем, а також неоднозначні часові та просторові зрушення, що ще більш ускладнює розуміння того, що відбувається. Одні і ті ж або схожі розмови та події повторюються у декількох різних місцях у готель та у парку без певної вказівки, про який готель або парк йдеться. Фільм також містить неодноразові зйомки порожніх коридорів готелю, що супроводжуються відстороненим за змістом текстом, зачитаним закадровим голосом, працюючи скоріш на атмосферу, ніж на зміст картини.

## В ролях
- Джорджо Альбертацці — чоловік
- Дельфін Сейріг — жінка
- Саша Пітоефф — другий чоловік, який, можливо, є її чоловіком

## Створення фільму
Фільм був створений в результаті незвичайного співробітництва письменника Алена Роба-Ґріє та режисера Алена Рене, яке Роб-Ґріє описав наступним чином:

Ален Рене і я були здатні співпрацювати у роботі над фільмом лише тому, що з самого початку однаково «бачили» не лише його головні напрямки, а й увесь фільм аж до самої останньої деталі, як у тотальній архітектурі. Те, що я написав, це цілком можливо, було те же саме, що було у його голові, а те, що він додав під час зйомок, це те, що я міг би написати. Дость парадоксально, але завдяки ідентичності наших концепцій, ми могли майже увесь час працювати окремо один від одного.
Роб-Ґріє написав дуже деталізований сценарій, точно вказавши оформлення приміщень та жести акторів, місце установки та рух камери, а також послідовність склеювання епізодів при монтажі. Рене знімав дуже точно відповідно до сценарію, вносячи лише мінімальні зміни, які він вважав необхідними. Роб-Ґріє не був присутнім на зйомках. Коли він побачив першу версію, він сказав, що бачив фільм саме таким, яким намагався його зробити, визнавши, як багато Рене додав, щоб фільм вдався, та щоб заповнити те, що було відсутнє у сценарії. Роб-Ґріє згодом опублікував сценарій як роман, проілюструвавши його кадрами з фільму.
Незважаючи на близьку відповідність між написаним текстом та фільмом, існують і деякі відмінності. Дві найбільш помітних відмінності — це підбір музики (у саундтреку Франсіса Сейріга багато використовується виконувач соло орган), та сцена ближче до кінця фільму, у якій сценарій недвозначно описує зґвалтування, у той час, як фільм замінює його серією повторюваних висвітлених блукаючих кадрів, що рухаються у напрямку до жінки. У наступних заявах двох авторів фільму було частково визнано, що вони не поділяли повністю одне й те ж бачення фільму. За словами Рене, Роб-Ґріє наполягав на тому, що без усіляких питань це саме він написав «Марієнбад», а фільм Рене був зрадою. Але оскільки Роб-Ґріє знайшов фільм дуже гарним, він режисера ні в чому не звинувачував.
Зйомки йшли протягом десяти тижнів у вересні-листопаді 1960 року. Для проведення зйомок були використані інтер'єри та сади палаців Шлайсхайм, Німфенбург та Амалієнбург у Мюнхені та його околицях. Додаткові інтер'єрні сцени знімалися у павільйонах студії «Фотосоноре-Маріньян-Сімо» у Парижі.
Ніяких зйомок у чеському курортному місті Марієнбад не проводилося. Втім, з фільму глядач і не може зрозуміти досить конкретно, чи відбувалися взагалі будь-які події у цьому місті.
Фільм виконаний у чорно-білому широкоекранному форматі.

## Стиль
Фільм постійно створює неоднозначність просторових та часових аспектів того, що відбувається на екрані, формуючи невизначеність у свідомості глядачі про причинно-наслідкові взаємозв'язки між подіями. Це досягається за допомогою монтажу, коли два сусідніх епізоди несуть інформацію, що явно не поєднується між собою, або навіть в одному епізоді, який, як видається, показує неможливі поєднання, або шляхом повторення одних і тих же подій в різних декораціях та обстановці. Ці неоднозначності поєднуються з протиріччями у закадровому коментарі оповідача. Серед значущих образів фільму — сцена, у якій два персонажі (та камера) швидко залишаючи замок, стикаються з картиною, на якій зображені фігури у геометрично збудованому саду, при цьому якщо люди відкидаються довгі вражаючі тіні, то від дерев тіней немає.
Манера, в якій фільм змонтований, кинула виклик встановленому класичному стилю побудоваи оповідання, давши можливість незвичайним чином досліджувати теми часу та свідомості, взаємодії минулого і сьогодення. Оскільки за допомогою зйомку та монтажу зруйнована просторова та часова послідовність подій, фільм пропонує замість цього «інтелектуальну послідовність», послідовність думки.
Визначаючи візуальне рішення фільму, Ален Рене сказав, що хотів відтворити «стиль німого кіно», і його постановочна робота, а також грим акторів повинні були створювати відповідну атмосферу. Він навіть просив фірму «Істман Кодак», щоб вони надали плівку старого зразка, яка давала б «цвітіння» та «сяйво» для створення подоби німого фільму (вони не змогли дістати таку плівку). Рене спеціально показував своєму дизайнеру по костюмах кадри з фільмів 1920-х років «Нелюдяність» та «Гроші», для яких дизайнери одягу того часу створювали спеціальні костюми. Він також просив членів своєї кіногрупи дивитися інші німі фільми, зокрема, «Скриньку Пандори» Г. В. Пабста, він хотів, щоб зовнішній вигляд та манери Дельфін Сейріг нагадували б Луїзу Брукс. Дизайн більшості суконь Сейріг виконала Коко Шанель. Стиль німого кино виражався також в манері показу мешканців готелю, які здебільшого приймають штучні пози, ніби вони застигли в часі, і не поводяться природним чином.
Фільми, які передували та пішли одразу за «Марієнбадом» у кар'єрі Рене, показали політичну спрямованість та інтерес до сучасної тематики (атомна бомба, наслідки окупації Франції під час німецько-радянської війни, і табуйована тема війни у Алжирі), «Марієнбад» однак пішов в зовсім іншому напрямку та сконцентрувався головним чином на вирішенні стильових завдань. Коментуючи свій відхід від політичної тематики, Ален Рене казав: «Я робив цей фільм у той час, коли, я думаю, і це правильно, у Франції не можна було зробити фільм, не торкнувшись теми алжирської війни. І дійсно, чи не виникала зачинена та задушлива атмосфера „В минулому році“ з тих же самих противоріч».

## Прийом
Оцінка фільму критикою розділилася з самого початку на два протилежних полюси, залишаючись такою і донині. Суперечки про фільм посилилися після того, як Роб-Ґріє та Рене почали давати суперечливі відповіді на питання, чи зустрічалися дійсно чоловік та жінка рік тому у Марієнбаді чи ні, що було використано як підстава для нових нападів на фільм з боку тих, кому він не сподобався.
У 1963 році письменник та режисер Адоніс Кіру оголосив фільм тотальним тріумфом у своїй впливовій книзі «Сюрреалізм та кіно», вказавши, що неоднозначність навколишнього середовища та невизначеність мотивів всередині фільму є тими питаннями, які хвилюють сюрреалізм у кіно. Інший прихильник фільму, актор та сюрреаліст Жак Брюніус оголосив, що «Марієнбад» — це найвеличніший фільм з коли-небудь створених.
На думку Пітера Гріневея: «Минулого літа у Марієнбаді», мабуть, найвеличніший європейський фільм, коли-небудь знятий у історії кінематографу. ІІноді мені здається, що коли я знімаю фільми, я намагаюся перезняти «Минулим літом у Марієнбаді».
До менш почесних оцінок відносться включення «Марієнбада» до переліку «П'ятдесят найгірших фільмів усіх часів», складеного критиками Гаррі Медведом, Ренді Дрейфусом та Майклом Медведом. Автори сатирично оцінили сюрреалистичний стиль фільму та процитували численних критиків, які знашли цей фільм претензійним та/або недоступним розумінню. Кінокритик Полін Кейл назвала його «експериментальним фільмом про високу моду, обманом в крижаному палаці… вечіркою без веселощів для не-людей». Вільям Вайлер, який не приймав експерименти "нової хвилі", назвав фільм «цікавою спробою», але в цілому невдалим: «…це нудний фільм, більшість людей його не зрозуміла, але їм було соромно в цьому зізнатися».
Фільм породив короткочасне безумство з приводу гри Нім, у яку грають герої фільму.

## Трактування
Існує багато пояснень того, що відбувається у фільме, зокрема: що це версія міфу про Орфея та Еврідіку, що показані відносини між пацієнтом та психоаналітиком, що все відбувається у свідомості жінки (ці три можливих трактування наведені Роєм Армсом у книзі «Кіно Алена Рене»), що все відбувається у свідомості чоловіки та відображає його відмову визнати, що він убив жінку, яку кохав, що герої є привидами або мертвими душами у лімбі. Існують і інші трактування.
Зазначалося, що атмосфера фільму нагадує сновидіння, що структуру фільму можна зрозуміти як аналогію повторюваного сна і навіть, що зустріч чоловіка з жінкою являє собою спогад про сновидіння, або просто є сновидінням.
Зверталася увага, принаймні, на початку, на вказівки, дані Робом-Ґріє у вступі до сценарію: «Таким чином можливі два підходи: або глядач спробує відновити деякий декартівський план — найлінійніший, найраціональніший, який він зможе скласти — і цей глядач звісно вирішить, що фільм складний або взагалі не піддається осмисленню, або глядач дозволить собі слідувати за дивовижними образами перед ним […], і цьому глядачеві фільм здасться найпростішим з усіх, які він бачив: фільм адресований виключено до його чуттєвої сторони, до його здібності бачити, чути та співпереживати».
Роб-Ґріє зробив також наступну пропозицію відносно того, як можна розглядати цю роботу: «Фільм в цілому, насправді, це історія переконання: він говорить про реальність, яку герой творить з власного бачення, з власних слів». Рене зі свого боку дав абстрактніше пояснення сенсу фільму: «Для мене цей фільм є спробою, все ще дуже грубою та дуже примітивною, наблизитися до розуміння складності думки, механізму її функціонування».

## Нагороди та номінації
| Рік  | Фестиваль/Нагороджуючий орган                     | Нагорода або номінація/ категорія                          | Хто нагороджений                                                                      |
| ---- | ------------------------------------------------- | ---------------------------------------------------------- | ------------------------------------------------------------------------------------- |
| 1961 | Венеційський кінофестиваль                        | Золотий лев                                                | Ален Рене                                                                             |
| 1962 | Італійський національний синдикат кіножурналістів | Номінація на Срібну стрічку найкращому іноземному режисеру | Ален Рене                                                                             |
| 1963 | Французький синдикат кінокритиків                 | Премія критики за найкращий фільм                          | Ален Рене                                                                             |
| 1963 | Премія Г'юго                                      | Номінація на премію за найкращу драматичну презентацію     | Ален Роб-Ґріє (сценарій), Адольфо Біой Касарес (роман), Ален Рене (сценарій, режисер) |
| 1963 | Премія БАФТА                                      | Номінація на премію за найкращий фільм                     | Ален Рене (режисер), Робер Дорфманн (продюсер)                                        |
| 1963 | Оскар                                             | Номінація на Оскар за найкращий сценарій                   | Ален Роб-Ґріє                                                                         |

У 1962 році фільм був представлений від Франції на Оскар як найкращий фільм іноземною мовою, але не потрапив до числа номінантів. Однак у 1963 році Роб-Ґріє все-таки отримав номінацію на Оскар у категорії "Найкращий сценарій".
Фільму було відмовлено в участі у конкурсній програмі Каннського кінофестивалю, оскільки режисер Ален Рене підписав Маніфест 121 Жана-Поля Сартра проти алжирської війни.

## Вплив
Вплив «У минулому році в Марієнбаді» на інших режисеров широко визнано та підтверджено численними прикладами, охоплюючи творчість як французьких режисерів Аньєс Варда, Маргеріт Дюрас та Жака Ріветта, так і авторитетних міжнародних режисерів, таких як Інгмар Бергман та Федеріко Фелліні.
«Сяйво» Стенлі Кубрика та «Внутрішня імперія» Девіда Лінча часто називають серед фільмів, що демонструють вплив «Марієнбада». Пітер Гріневей сказав, що «Марієнбад» справив найважливіший вплив на його режисерську роботу.
Візуальний стиль фільму імітувався у багатьох телевізійних рекламних роликах та фотографіях високої моди.
Візуальний ряд фільму покладено в основу музичного відео на сингл 1994 року «To the End» британської рок-групи Blur.
Фільм став головним джерелом натхнення для весняно-літньої колекции 2011 року Шанель, розробленої Карлом Лагерфельдом. Оскільки костюми для фільму створювала Коко Шанель, Лагерфельд черпав натхнення з її роботи, а саме шоу було оформлено фонтаном та копією відомого саду з фільму.